# Военная реформа в РФ (2001—2004)
Военная реформа в РФ (2001—2004) — это ряд мероприятий по реформированию вооруженных сил России, восходящий к попыткам реформирования российских ВС в 1990-е годы (по большей части свернутых из-за отсутствия средств). Реформа сопровождалась активными общественными обсуждениями. Одним из ключевых вопросов стал вопрос о возможности/невозможности перевода российских ВС на контрактную основу, срока службы для призывников-срочников. Реформа так и не приобрела полностью законченный характер, в дальнейшем реформирование ВС РФ активно продолжалось.

## Разработки концепций реформы
Вероятно существовало два ключевых альтернативных друг другу центра разработки военной реформы. Один сформировался собственно внутри аппарата Министерства обороны РФ. Другой возник вокруг Института экономики переходного периода с привлечением экспертов по обороне Госдумы и Академии военных наук. Фактическим его вдохновителем важным разработчиком этого варианта реформы стал руководивший Институтом экономики переходного периода Егор Гайдар.
В 2001 году Институт экономики переходного периода с привлечением экспертов по обороне Госдумы и Академии военных наук провел исследование, посвященное проблемам формирования системы комплектования Вооруженных сил РФ. Был разработан проект Концепции Федеральной целевой программы (ФЦП) «Переход к комплектованию воинских должностей преимущественно военнослужащими, проходящими военную службу по контракту» с пакетом соответствующих документов (финансово-экономическое обоснование).
Егор Гайдар придерживался мнения, что «система призыва, сочетающая прокламированную всеобщую воинскую обязанность, 2-летнюю службу и широкий круг льгот и отсрочек, приводит к тому, что армия комплектуется в первую очередь за счет юношей из наиболее социально неблагополучных семей, неспособных воспользоваться существующими льготами». При этом призыв по своей экономической природе является «налогом, уплачиваемым в форме обязательной личной повинности».
В итоге, с учетом ряда обстоятельств и нехватки финансовых ресурсов, его группой была предложена схема перехода к системе, когда регулярные войска пополняются рядовыми и младшим командным составом только на добровольной основе, но при этом обязательная военная служба для подавляющего большинства военнообязанных сохраняется, ограничиваясь шестью-восемью месяцами, но не более.
Но значительное влияние на проводимую реформу, в итоге оказал и вариант разработанный Министерством обороны. В отличие от варианта Института экономики переходного периода (где приоритетной задачей была именно «реформа системы комплектования вооруженных сил»), для Министерства обороны ключевой задачей оказывалось «создание соединений постоянной готовности, причем не всех, а той их части из состава Сухопутных войск, Воздушно-десантных войск и Морской пехоты, которые Генеральный штаб отнес к этой категории». Сторонники обеих вариантов реформ подвергали друг друга критике. В том числе, в официальных письмах президенту.
В целом, можно сказать, что итоговая реформа носила компромиссный характер и сочетала обе концепции.
Перед началом реформы расходы на ВС составляли около 6 млрд долларов США в 2000 году. Запланированный в годы реформирования 1990-х годов уровень расходов в 3,5 % от ВВП так и не был достигнут. Скудное финансирование обуславливало стремление властей сокращать вооружённые силы до уровня примерно 0,8—0,9 млн военнослужащих для сохранения их боеспособности, что наталкивалось на сопротивление военных чиновников. Реформа обозначила две противоборствующие модели сокращения. Один план предусматривал сокращение в первую очередь стратегических ядерных сил для высвобождения финансовых средств в пользу сил общего назначения. Другой план, поддержанный министром обороны Игорем Сергеевым, предусматривал, напротив, увеличение затрат на стратегические ядерные силы. Отказ от второго плана вызвал отставку Игоря Сергеева и замену его на нового министра обороны Сергея Иванова.

## Переход к политике реформирования
| |
| с 1 сентября 2001 |
| Московский Ленинградский Северо-Кавказский Приволжско-Уральский Сибирский Дальневосточный Калининградский особый район |

В 2001 году со вступлением в должность министра обороны Сергея Иванова было объявлено об очередной военной реформе. Разработка последовательной реформы стала возможной не только благодаря появлению изыскания на неё бюджетных средств, но и в связи с тем, что в 2001 годы были окончены активные боевые действия на территории Чечни.
В период реформы военный бюджет стал последовательно увеличиваться, войска после долгого перерыва снова начали заниматься боевой подготовкой. Поначалу говорилось о том, что у России появится профессиональная армия — в обществе был силен запрос на полный уход от системы службы по призыву. Но затем было объявлено, что, изучив зарубежный опыт, руководство страны приняло решение остановиться на смешанном способе комплектования Вооруженных сил. Несмотря на приток контрактников и перевод целых воинских частей на контрактный способ комплектования, армия полностью профессиональной не стала.
1 сентября 2001 года на базе Уральского и Приволжского военных округов образован Приволжско-Уральский военный округ согласно Указу Президента РФ от 24 марта 2001 года в административных границах республик Башкортостан, Марий Эл, Мордовия, Татарстан, Удмуртия и Чувашия, Кировской, Курганской, Оренбургской, Пензенской, Пермской, Самарской, Саратовской, Свердловской, Тюменской, Ульяновской и Челябинской областей, Коми-Пермяцкого, Ханты-Мансийского и Ямало-Ненецкого автономного округов. Управление округа расположилось в г. Екатеринбург.
В начале 2001 г. были утверждены: план строительства Вооружённых сил РФ на 2001—2005 гг., планы строительства видов и родов войск и др. — всего 33 документа.
С 1 июня 2001 г. РВСН преобразованы из вида вооружённых cил в два самостоятельных, но тесно взаимодействующих рода войск центрального подчинения: Ракетные войска стратегического назначения и Космические войска. Таким образом, ВС стали состоять из трёх видов войск: СВ, ВМФ, ВВС и двух отдельных родов войск: РВСН и Космических войск.
1 января 2002 года Министерство обороны перешло на единую систему заказов вооружений и военной техники (ВВТ).
28 июня 2002 г. Государственная Дума приняла закон «Об альтернативной гражданской
службе», согласно которому гражданин РФ имел право на службу, не связанную с использованием оружия. Срок альтернативной гражданской службы определялся в 3,5 года (для выпускников вузов он был меньше в 2 раза).
В 2003 году Армейская авиация перешла в состав Военно-воздушных сил.

## Завершение реформы
В 2004 году Сергей Иванов заявил, что «период коренной перестройки и кардинального реформирования Вооруженных сил завершен, и мы переходим к нормальному военному строительству».
В результате реформы и последовавшего за ней «нормального военного строительства» часть частей были полностью переведены на контрактный способ комплектования. При этом число отсрочек для призывников было уменьшено. Одним из важных последствий реформы было то, что срок службы по призыву сократился до одного года (в 2007 году призывали на полтора года, с 2008 года — уже на год). Что хотя и было меньше, по сравнению с вариантом предложенным Егором Гайдаром, но все же обозначило стремление к постепенному отказу от призывной системы комплектования действующей армии.
В рамках общей монетизации льгот большинство льгот для военных были заменены денежными выплатами, а обеспечение офицеров и прапорщиков собственным жильем уступило место программе ипотечного кредитования военнослужащих. Было объявлено о свертывании практики комплектования первичных офицерских должностей выпускниками гражданских вузов (т. н. «двухгодичниками») и о принятии мер по повышению привлекательности военной службы для выпускников военных вузов — решение жилищных проблем военнослужащих, социальные гарантии и льготы, ощутимое повышение денежного довольствия и т. д.
Важным показателем завершения этапа военной реформы и перехода к наращиванию военных сил, а не изменению системы их формирования стало заявление президента Владимира Путина в послании Федеральному собранию 26 мая 2004 года, в котором он провозгласил начало массового перевооружения, заявил о разработке новых типов вооружений стратегического, тактического и операционного значения, о социальных гарантиях для военнослужащих и вопросе контроля за финансами, расходуемыми неповоротливым армейским механизмом.
По мнению ряда экспертов военная реформа сопровождалась серьезными нарушениями законодательства и прав военнослужащих. Одним из подтверждений этого является значительный рост обращений военнослужащих в военные суды по защите своих прав. Только в первое полугодие 2002 года в военную прокуратуру подано более 40 тысяч обращений и жалоб военнослужащих по поводу ущемления их конституционных прав.

## Итоги
К концу реформы в составе ВС России находилось 6 военных округов, 4 флота, 8 общевойсковых армий, 6 армий ВВС и ПВО, 6 флотилий, 2 армейских корпуса и 2 эскадры.
Штатная численность Вооружённых сил составила 1 миллион 132 тысячи военнослужащих и 867 тысяч человек гражданского персонала. Структурно ВС РФ стали состоять из трёх видов войск (сил): Сухопутные войска, Военно-воздушные силы, Военно-морской флот и трёх отдельных родов войск: Ракетные войска стратегического назначения, Космические войска, Воздушно-десантные войска.
Сухопутные войска на 2005 год стали состоять из 6 военных округов и Калининградского оборонительного района. В них находилось 8 общевойсковых армий и 2 армейских корпуса. В их составе находились 5 танковых дивизий (2, 4, 5, 10, 21), 13 мотострелковых дивизий (2, 3, 19, 20, 27, 42, 33, 34, 38, 81, 85, 245, 270), 4 воздушно-десантные дивизии (7, 76, 98, 106), 6 пулемётно-артиллерийских дивизий (18, 122, 127, 128, 129, 130), 5 артиллерийских дивизий (34 и др.), 7 окружных учебных центров, 10 мотострелковых бригад (7, 15, 27, 33, 74, 79, 136, 138, 200, 205), 3 десантно-штурмовые бригады (11, 31, 83), 7 бригад СпН ГРУ, 18 отдельных артиллерийских бригад, 14 тактических ракетных бригад (ТРК «Точка»), 5 противотанковых артиллерийских бригад, 3 противотанковых артиллерийских полка, 19 зенитных ракетных бригад в ПВО СВ. Кадрированными были 2 танковые и 13 мотострелковых дивизии, 1 артиллерийская бригада большой мощности, 4 артиллерийские, 6 мотострелковых и 2 танковые бригады..
РВСН были сосредоточены в 3 ракетных армиях с 635 СПУ (112 Р-36М, 150 РС-18, 12 РС-22, 325 РС-12М, 36 Тополь-М2) с 2500 ядерными боеголовками. Всего в РВСН находилось 15 ракетных дивизий.
Морские ядерные силы состояли из 14 РПКСН носителями ядерных боеголовок:
- 6 667БДРМ «Дельфин» c 16 ракетами Р-29РМ каждая;
- 2 941 «Акула» с 20 ракетами Р-39 каждая;
- 6 667БДР «Кальмар» с 16 ракетами Р-29Р каждая[14].

В составе ВМФ находилось 37 подводных лодок (+ 15 в резерве), в числе которых:
- 7 ПЛАРК 949А «Антей» (+3 в резерве) с 24 крылатыми ракетами П-700 «Гранит»;
- 8 ПЛАРК 971 «Щука-Б» (+2 в резерве) с С-10 «Гранат».
- 1 ПЛАРК 945 «Барракуда» (+2 в резерве) с ракетами с С-10 «Гранат»;
- 1 ПЛАРК 667АТ «Груша» c С-10 «Гранат»;
- 5 ПЛАТ 671РТМ(К) «Щука» c Вьюга;
- 15 ДЭПЛ 877 «Палтус»[14].

Надводные силы состояли из 1 авианесущего крейсера Адмирал Флота Советского Союза Кузнецов, 5 ракетных крейсеров (2 1144 3 1164), 1 БПК 1134-Б, 14 эсминцев (5 9561 БПК 61, 7 БПК 1155, 1 БПК 1155.1), 6 фрегатов (2 1135, 3 1135М, 1 11540) и более мелких кораблей, 10 МПК проекта 1331-М.
ВВС состояли из 5 армий ВВС и ПВО, включающих в себя 49 авиационных полков и 9 военно-транспортных полков.
Увеличились расходы на НИОКР. В 2002 году было израсходовано на 27 млрд рублей больше, чем в предыдущем году.
В войсках стали формироваться части постоянной готовности укомплектованные военнослужащими по контракту.
Принята на вооружение новая межконтинентальная баллистическая ракета (МБР) «Тополь-М» шахтного и мобильного базирования.
Увеличился с 14 до 40 часов средний годовой налёт в ВВС в период 2001—2006 гг.
Позывной канала связи на частоте 4625 кГц сменился с УВБ-76 на МДЖБ.